# The Amityville Curse
The Amityville Curse (conocida en México como Mansión maldita y en España como La Maldición de Amityville) es una película de terror de 1990 dirigida por Tom Berry. Protagonizada por Kim Coates y Helen Hughes. The Amityville Curse es una película canadiense, la quinta de la saga Amityville.

## Argumento
Una familia se muda a una nueva casa en busca de paz y tranquilidad. Todo parece tendrá un buen futuro, pero lo que ellos ignoran es que su nueva casa está construida encima de lo que fue la casa de Amityville que fue destruida para evitar más desgracias.

## Reparto
- Kim Coates : Frank
- Dawna Wightman : Debbie
- Helen Hughes : Moriaty
- David Stein : Marvin
- Anthony Dean Rubes : Bill
- Cassandra Gava : Abigail
- Jan Rubes : Priest
- Scott Yaphe : Thin Boy
- Mark Camacho : Krabel

## Lanzamiento
Fue hecha en 1989 y lanzado en vídeo en mayo de 1990. Esta es la única película de la serie que no ha sido lanzada en DVD en los Estados Unidos.